# Lance de frente por detras (Gaonera)
Lance de frente por detras (Gaonera) est une suite de dix planches de la Tauromachie IV , (série de dix burins sur cuivre), réalisée en 1952 par Jean-Marie Granier à l'époque où le jeune graveur s'était vu offrir un séjour de deux ans à la  Casa de Velázquez, Madrid, en Espagne. 

## Contexte
Les trois passes de cape : Veronica, Media Veronica et Lance de frente por detra (Gaonera) sont généralement présentées ensemble. Elles reproduisent toutes un moment analogue : 

« celui de la pleine exécution, le centre de la suerte si l'on veut, à l'apogée du mouvement. L'artiste, à l'évidence, s'attache aux variations presque infinies des plis de la cape, notamment dans la Chicuelina. Instantanés qui appréhendent une fraction de seconde
. »

Il est à noter que la Gaonera a fait l'objet de débats sans fin parmi les spécialistes de la tauromachie pour avoir été inventée par Pepe Hillo, récupérée à son compte par Domingo Ortega, de sorte que Granier a prudemment utilisé les deux appellations : Lance de frente pour detras pour Pepe Hillo et Gaonera, nom récupéré par Ortega. Tenu à la précision du rapport graphique, il reste également précis sur l'intitulé de la passe.
Le sujet des principales séquences d'une corrida est celui le plus souvent traité par les artistes-graveurs, raison pour laquelle Jean-Marie Granier s'est tout naturellement attaché à ce sujet. Les gravures tauromachiques ont toujours eu un but pédagogique : celui de rendre compte des jeux taurins depuis le XIVe siècle, les suites illustrant les suertes de lidia se sont succédé depuis Carnicero-Noseret, réalisée aussi bien par des artistes espagnols que français qui s'inspirèrent les uns des autres. Parmi ceux-là : Victor Adam, connu pour ses tableaux de bataille, produisit une importante série de lithographies. Les plus connues étant celles de Francisco de Goya — La Tauromaquia, Les Taureaux de Bordeaux — et celle de Gustave Doré : La Tauromachie de Gustave Doré.

## Description
La Gaonera diffère nettement des deux autres passes qui étaient très proches l'une de l'autre : la (Véronique en français) et la Media Veronica (demi-véronique en français). Le torero élégamment posté les pieds joints, épée en arrière, ouvre la sortie au taureau avec un geste large sur la droite (detras).
Il existe 2 états. le premier sur pelure avec corrections au crayon, le deuxième état définitif marqué 1/1 a été tiré sur papier japon. Il reste quelques épreuves d'artiste sur Guarro et sur Japon. sur guarro ancien petites marges. Quelques très rares épreuves ont été tirées sur papier japon ou sur guarro ancien.  Cette planche figure au catalogue de la rétrospective 1983-1984 de l'œuvre complet de Jean-Marie Granier au Musée des beaux-arts de Nîmes